# Franz Zingerle
Franz Zingerle (* 11. Dezember 1908 in Axams, Tirol; † 12. Juni 1988 ebenda) war ein österreichischer Skirennläufer. In den 1930er-Jahren gewann er zahlreiche internationale Rennen. 1935 wurde er Weltmeister im Abfahrtslauf.

## Biographie
Zingerle wuchs als ältestes von acht Kindern einer armen Tiroler Bauernfamilie auf und fühlte sich bereits in seiner Kindheit zum Skisport hingezogen. Seine Ski bastelte er sich selbst aus Zirbenholz und bog die Spitzen an den Enden in siedendem Wasser auf. Als Jugendlicher arbeitete er zuerst als Hilfsarbeiter und erlernte dann das Maurerhandwerk. Mit 17 Jahren kaufte er sich erstmals Ski und schloss sich dem Skiclub Axams an, der auf der Birgitzer Alm erste Skirennen abwickelte. Kurz nach seinem Eintritt wurde er 1926 erster Vereinsmeister des Klubs und begann damit seine rennsportliche Karriere.
Mit 21 Jahren kam er zum Skiclub Tirol, wo er sich ab dem Winter 1929/30 regelmäßig an Skirennen beteiligen konnte. Bereits in der darauffolgenden Saison wurde er Abfahrts- und Slalomsieger in Seefeld. Im Winter 1932 gewann er in Zell am See die Abfahrt und den Kombinationsbewerb bei den österreichischen Meisterschaften und nahm in Cortina d’Ampezzo erstmals an den später zu Weltmeisterschaften deklarierten FIS-Rennen teil, wobei er sein bestes Resultat mit dem sechsten Platz im Slalom herausfuhr. Mit Rang zwei in Abfahrt und Slalom holte er sich im selben Jahr auch den Sieg in der Kombination am Feldberg, danach schloss er die Saison mit einem Sieg im Slalom bei den Arlberg-Kandahar-Rennen in St. Anton ab. Im Winter 1933 gewann er die Tiroler Meisterschaft im Abfahrtslauf und den Langlaufbewerb bei den Meisterschaften von Vorarlberg. Mit diesen Leistungen qualifizierte er sich für das ÖSV-Aufgebot der Heimweltmeisterschaften in Innsbruck, wo er nach einem guten vierten Rang in der später annullierten Spezialabfahrt mit dem siebten Platz in der Kombinationsabfahrt und einem Ausfall im Torlauf enttäuschte. Einen Achtungserfolg erreichte er im Langlaufbewerb über 50 km, in dem er sich als zweitbester Österreicher auf dem 15. Rang platzieren konnte. Bei den nachfolgenden österreichischen Meisterschaften in Kitzbühel belegte der mittlerweile 24-jährige Axamer den zweiten Platz im Slalom und in der Kombination. Im selben Winter sicherte er sich den Kombinationsieg im Kampf um den „Goldenen Ring“ von Seefeld.
1934 legte Franz Zingerle erfolgreich die staatliche Skilehrerprüfung ab und sicherte sich damit ein zweites berufliches Standbein. Im selben Jahr übernahm er erstmals einen Posten als Betreuer und wurde Nationaltrainer der tschechoslowakischen Mannschaft. Aufgrund dieser Tätigkeit trat er in diesem Jahr nur sporadisch bei einigen größeren Rennen an und fehlte, wie alle Österreicher, auch bei den Weltmeisterschaften in St. Moritz. Seinen einzigen bedeutenden Erfolg feierte er in der Saison 1933/34 mit dem Sieg in der Abfahrt vom Glungezer, einem Kräfte raubendem Rennen, das zu jener Zeit immer größere Tradition erlangte. Im Winter 1935 konzentrierte sich Zingerle wieder auf seine Karriere als Rennläufer und feierte mit dem Sieg im Abfahrtslauf bei den Weltmeisterschaften in Mürren seinen größten Triumph in seiner Laufbahn. Dazu erreichte er Spitzenplätze bei den österreichischen Meisterschaften in Zell am See und agierte sehr erfolgreich bei internationalen Rennen im Ausland, wo er den Grand Prix der ČSR in der Hohen Tatra und die Abfahrt auf der Marmolata in den Dolomiten für sich entscheiden konnte.
Seine Qualitäten in der Abfahrt bewies er auch 1936 mit dem Gewinn der Gesamtwertung des Sechs-Tage-Rennens in Sestriere, die aus Abfahrtsläufen an sechs aufeinander folgenden Tagen bestand. Daneben gewann er erneut das Glungezer-Rennen und belegte einen zweiten Platz beim Glocknerrennen. An den Olympischen Spielen in Garmisch-Partenkirchen durfte er aufgrund seiner Skilehrertätigkeit nicht teilnehmen, bei den ebenfalls im selben Jahr stattfindenden Heimweltmeisterschaften in Innsbruck konnte er den Abfahrtslauf nicht beenden und trat daraufhin im Slalom nicht mehr an. Im Winter 1937 startete er letztmals bei Weltmeisterschaften, vermochte aber mit einem enttäuschenden 13. Rang im Slalom nicht mehr an vorangegangene Leistungen anzuschließen. Seinen einzigen Podestplatz der Saison holte er sich als Dritter der Lauberhorn-Abfahrt in Wengen. Weitere gute Resultate erreichte er mit einem fünften Platz im Abfahrtslauf und dem siebenten Rang im Torlauf beim Grand Prix von Megève. Danach beendete Franz Zingerle seine aktive Karriere und bestritt nur noch regionale Rennen, wobei er 1939 noch einmal den Titel des Tiroler Meisters in der Abfahrt gewinnen konnte.
Bereits während seiner letzten Saison als Aktiver war er 1937/38 auch als Trainer der französischen Damennationalmannschaft tätig. Im Winter 1938/39 übernahm er die polnische Nationalmannschaft, musste sich nach Kriegsbeginn jedoch von diesem Amt zurückziehen. Im Zweiten Weltkrieg geriet Franz Zingerle in Gefangenschaft. Nach seiner Rückkehr in die Heimat ging er wieder seiner alten Tätigkeit als Maurer nach und kümmerte sich um die familieneigene kleine Landwirtschaft. Den Skisport verfolgte er nur noch als Förderer seines einzigen Kindes, seiner Tochter Christine, die während der Schul- und Jugendzeit durchaus Talent zeigte, sich jedoch schließlich nicht für eine Laufbahn als Rennfahrerin begeistern konnte. In seiner Tiroler Heimatgemeinde erinnert heute der Franz-Zingerle-Weg an den einstigen Skihelden.

## Erfolge

### Alpine Skiweltmeisterschaften
- Cortina d’Ampezzo 1932: 6. Slalom, 11. Kombination, 14. Abfahrt
- Innsbruck 1933: 7. Abfahrt, DNF in Slalom und Alpiner Kombination
- Mürren 1935: 1. Abfahrt, disqualifiziert im Slalom und DNF in der Alpinen Kombination
- Innsbruck 1936: DNF in der Abfahrt, DNS im Slalom und DNF in der Alpinen Kombination
- Chamonix 1937: 19. Abfahrt, 13. Slalom, 16. Alpine Kombination

### Nordische Skiweltmeisterschaften
- Innsbruck 1933: 15. 50-km-Skilanglauf, 53. 18-km-Skilanglauf

### FIS-Rennen

#### Erste Plätze
- Abfahrt und Slalom in Seefeld 1931
- Slalom beim Arlberg-Kandahar-Rennen in St. Anton 1932
- Abfahrt und Kombination bei den Österreichischen Meisterschaften in Zell am See 1932
- Kombination in Feldberg 1932
- Kombination in Seefeld 1933 („Goldener Ring“)
- Abfahrt beim Glungezer-Rennen 1934
- Abfahrt und Slalom beim Grand Prix der ČSR 1935
- Abfahrt auf der Marmolata 1935
- Abfahrt beim Glungezer-Rennen 1936
- Kombination in Sestriere 1936

#### Zweite Plätze
- Abfahrt in Kitzbühel 1932
- Abfahrt und Slalom bei den Deutschen Meisterschaften am Feldberg 1932
- Slalom und Kombination bei den Österreichischen Meisterschaften in Kitzbühel 1933
- Abfahrt, Slalom und Kombination bei den Österreichischen Meisterschaften in Zell am See 1935
- 4. Abfahrt in Sestriere 1936
- Abfahrt beim Glocknerrennen 1936

#### Dritte Plätze
- 5. Abfahrt in Sestriere 1936
- Abfahrt in Wengen 1937